# Tik Tok Lite
Tik Tok Lite는 틱톡의 애플리케이션이다. 2023년 10월 5일에 출시된 애플리케이션이다.

## 설명
Tik Tok Lite는 기존의 틱톡을 앱태그로 출시한 보상형 플랫폼의 애플리케이션으로 틱톡을 사용하는 이용자들에게 보다 편리한 서비스를 제공하는 애플리케이션이다. Tik Tok Lite에선 동영상을 제공하며 중국이 개발한 애플리케이션이 된다. Tik Tok Lite에 접속한 회원에겐 초대 가입자를 한정으로 20000 포인트를 제공하고 있으며 기존 틱톡과는 달리 영상 시청자에게도 수익이 제공된다. 서비스는 부분 유료로 운영되며 최고경영자는 추쇼우즈이다.

## 같이 보기
- 틱톡
- 애플리케이션